# Jean Ier de Courtejoye
Jean Ier de Courtejoye, mort le 9 janvier 1483, est un seigneur de Grâce-Berleur.

## Biographie
Jean Ier de Courtejoye épouse par contrat de mariage, le 12 juillet 1455, Agnès de Vivier.
Agnès doit faire face aux prétentions de son cousin Rigaud de Thys sur la moitié de la seigneurie de Grâce-Berleur et le 20 février 1473, son mari, Jean, relève la totalité de la seigneurie devant la cour féodale de Trognée. Un accord intervient car le 15 mai 1480, Rigaud de Thys renonce a ses prétentions sur la seigneurie devant la cour féodale de Trognée.
Jean Ier de Courtejoye fut donc seigneur et avoué de Grâce de par sa femme. Il fut également bourgmestre de Liège en 1480.
Il joua un rôle politique durant les sanglants conflits qui opposaient Louis de Bourbon, puis Jean de Hornes à Guillaume de La Marck. Il voulut avec Quentin de Theux le 9 janvier 1483, le lendemain de la défaite de Guillaume à Hollogne-sur-Geer, entrer en pourparlers de paix. Ils furent massacrés aux portes du palais par ordre de Guillaume.
Il est l'ancêtre d'une lignée qui régnera sur Grâce pendant plus de deux siècles.
Lui et sa femme eurent quatre enfants : Jean, Sébastien, Jacques et Marguerite.